# Juan José Perea
Juan José Perea Mendoza (Bogotà, 23 febbraio 2000) è un calciatore colombiano, attaccante dello Zurigo.

## Carriera
Cresciuto nelle giovanili del Porto, nel 2019 viene acquistato dal Panathīnaïkos. L'anno successivo passa in prestito al Volo per una stagione. Nel 2021 viene ceduto a titolo definitivo al PAS Giannina, con cui totalizza 33 presenze e 10 reti tra campionato e coppa al termine della stagione.
L'8 luglio 2022 viene ingaggiato dallo Stoccarda, firmando un contratto quadriennale.

## Statistiche

### Presenze e reti nei club
Statistiche aggiornate all'8 luglio 2022.
| Stagione        | Squadra         | Campionato      | Campionato | Campionato | Coppe nazionali | Coppe nazionali | Coppe nazionali | Coppe continentali | Coppe continentali | Coppe continentali | Altre coppe | Altre coppe | Altre coppe | Totale | Totale |
| Stagione        | Squadra         | Comp            | Pres       | Reti       | Comp            | Pres            | Reti            | Comp               | Pres               | Reti               | Comp        | Pres        | Reti        | Pres   | Reti   |
| --------------- | --------------- | --------------- | ---------- | ---------- | --------------- | --------------- | --------------- | ------------------ | ------------------ | ------------------ | ----------- | ----------- | ----------- | ------ | ------ |
| 2019-2020       | Panathīnaïkos   | SL              | 17+6       | 3+0        | CG              | 5               | 0               |                    | -                  | -                  |             | -           | -           | 28     | 3      |
| 2020-2021       | Volo            | SL              | 22+5       | 3+0        | CG              | 4               | 0               |                    | -                  | -                  |             | -           | -           | 31     | 3      |
| 2021-2022       | PAS Giannina    | SL              | 23+9       | 6+4        | CG              | 1               | 0               |                    | -                  | -                  |             | -           | -           | 33     | 10     |
| 2022-2023       | Stoccarda       | BL              | 16         | 1          | CG              | 3               | 0               |                    | -                  | -                  |             | -           | -           | 19     | 1      |
| Totale carriera | Totale carriera | Totale carriera | 98         | 17         |                 | 13              | 0               |                    | -                  | -                  |             | -           | -           | 111    | 17     |

## Palmarès

### Club

#### Competizioni giovanili
- UEFA Youth League: 1

Porto: 2018-2019